# 古槐街道 (济宁市)
古槐街道，是中华人民共和国山東省济宁市任城区下辖的一个乡镇级行政单位。

## 行政区划
古槐街道下辖以下地区：
北门社区、大石桥社区、关帝庙社区、吉祥社区、西门大街社区、县前街社区、东门大街社区、铁塔寺社区和翰林街社区。